# Chemical Senses
Chemical Senses  – miesięcznik, w którym są publikowane wyniki oryginalnych badań naukowych oraz artykuły przeglądowe dotyczące wszystkich zagadnień chemorecepcji u ludzi i zwierząt – zmysłów chemicznych (smak, węch) i innych problemów chemorecepcji, w tym stosowanych w tej dziedzinie nowych metod badawczych. Jest jednym z 73 czasopism wydawnictwa Oxford University Press, tworzących Oxford Journals Medicine Collection i jednym z 36 czasopism Oxford Journals Life Sciences Collection. W roku 2014 uzyskało IF = 3,157. Zajęło miejsce:
- 31 na 83 w rankingu Physiology,
- 108 na 252 w rankingu Neurosciences,
- 11 na 123 w rankingu Food Science & Technology,
- 15 na 51 w rankingu Behavioral Sciences.

Jest oficjalnym czasopismem towarzystw European Chemoreception Research Organization (ECRO), Association for Chemoreception Sciences (AChemS) i Japanese Association for the Study of Taste and Smell (JASTS).
Udostępnia on-line aktualne i archiwalne wydania czasopisma.

## Redakcja
Zespół redakcyjny
Wolfgang Meyerhof (University of Potsdam) – redaktor naczelny,
Keiko Abe (Department of Applied Biological Chemistry, Graduate School of Agricultural and Life Sciences, The University of Tokyo, Japonia)
Paul Breslin (Monell Chemical Senses Center, Philadelphia; Department of Nutritional Sciences, Rutgers University New Brunswick, USA)
Alan Carleton (Departement of Neuroscience Centre Medical Universitaire, University of Geneva)
Tim McClintock (Department of Physiology, University of Kentucky, Lexington, USA)
Yuzo Ninomiya (Section of Oral Neuroscience Graduate School of Dental Sciences, Kyushu University, Higashi-ku, Japonia)
Alan Spector (Psychology and Neuroscience, Department of Psychology, Florida State, USA)
R.A. Steinbrecht (Max-Planck-Institut für Ornithologie, Seewiesen, Niemcy)
Kazushige Touhara (Department of Applied Biological Chemistry, Graduate School of Agricultural and Life Sciences, The University of Tokyo, Japonia)
Susan Travers (Section of Oral Biology, The Ohio State University, USA)
Frank Zufall (University of Saarland School of Medicine, Institute of Physiology, Homburg/Saar, Niemcy)
Komitet redakcyjny
S. Anton (Francja); L Bartoshuk (USA), I Boeckhoff (Niemcy); P. Brennan (UK); A. Cunningham (Australia); D. Drayna (USA), R. Gervais (Francja); J.I. Glendinning (USA), B. Green (USA), T. Hummel (Niemcy); R. Margolskee (USA); H. Mustaparta (Norwegia); H. Nishijo (Japonia), P. Pelosi (Włochy), R. Reed (USA), D. Restrepo (USA), S.D. Roper (USA), H. Schifferstein (Holandia), E, Städler (Szwajcaria), M. Stopfer (USA), T. Tanimura (Japonia), S. Van Toller (Wielka Brytania), L. Vosshall (USA), M. Wachowiak (USA), Y. Yoshihara (Japonia).

## Treść przykładowego numeru
Merytoryczną zawartość czasopisma ilustruje spis treści numeru 37 (6), 2012:
- Yutaka Ishiwatari, Alexander A. Bachmanov, NaCl Taste Thresholds in 13 Inbred Mouse Strains,
- Paul M. Wise, Charles J. Wysocki, Johan N. Lundström, Stimulus Selection for Intranasal Sensory Isolation: Eugenol Is an Irritant,
- Juyun Lim, Maxwell B. Johnson, The role of congruency in retronasal odor referral to the mouth,
- Tadahiro Ohkuri, Nao Horio, Jennifer M. Stratford, Thomas E. Finger, Yuzo Ninomiya, Residual Chemoresponsiveness to Acids in the Superior Laryngeal Nerve in “Taste-Blind” (P2X2/P2X3 Double-KO) Mice,
- A. M. Lovitz, A. M. Sloan, R. L. Rennaker, D. A. Wilson, Complex Mixture Discrimination and the Role of Contaminants
- Antti Knaapila, Gu Zhu, Sarah E. Medland, Charles J. Wysocki, Grant W. Montgomery, Nicholas G. Martin, Margaret J. Wright, Danielle R. Reed, A Genome-Wide Study on the Perception of the Odorants Androstenone and Galaxolide,
- M. J. Lawson, B. A. Craven, E. G. Paterson, G. S. Settles, A Computational Study of Odorant Transport and Deposition in the Canine Nasal Cavity: Implications for Olfaction,
- Nanette Y. Schneider, Terrence P. Fletcher, Geoff Shaw, Marilyn B. Renfree, Goα Expression in the Vomeronasal Organ and Olfactory Bulb of the Tammar Wallaby.